# Tarmo Kink
Tarmo Kink, född 6 oktober 1985 i Tallinn, är en estländsk fotbollsspelare som spelar för Zenit Tallinn. Han har också spelat för Estlands landslag.

## Karriär

### Klubblag
Som 17-åring så skrev Tarmo Kink på ett 5-årskontrakt med ryska storklubben Spartak Moskva. 23 augusti 2003 gjorde han sin ligadebut mot Rubin Kazan. Kink spelade dock bara en ligamatch till samt en match i UEFA-cupen mot Mallorca.
6 juli 2006 återvände Kink till Estland då han skrev på för Levadia Tallinn. Knappt tre veckor senare gjorde han sitt första mål för klubben när TVMK besegrades med 3-1. Under sina tre år i klubben så gjorde han totalt 35 mål och vann Meistriliiga tre år i följd. I januari 2009 köptes Kink av den ungerska klubben Győri där han under säsongen 2009/10 blev klubbens främsta målskytt med 12 mål på 28 matcher. Efter säsongen så värvades han till Championship-laget Middlesbrough.
Han gjorde sin debut 7 augusti 2010 mot Ipswich Town, och sina första mål en månad senare mot Burnley, då han på egen hand vände ett 1-0 underläge till seger med 2-1. Han gjorde även ett mål mot Crystal Palace och avgjorde mot Coventry City. Under sin andra säsong i klubben så var han dock petad och i februari 2012 bröts kontraktet.
Han hade efter det korta sejourer i bland annat Karpaty Lviv, Varese, Inverness CT, SJK och ungerska Mezőkövesd-Zsóry innan han återkom till Levadia Tallinn i Meistriliiga. Mot slutet av 2017 drabbades Kink av en knäskada som höll honom borta från planen i nästan tre år. När han till slut återhämtat sig började han spela för FC Zenit Tallinn i Estlands lägre divisioner.

### Landslag
Tarmo Kink gjorde debut för Estlands landslag 31 mars 2004 mot Nordirland. Sitt första mål i landslaget gjorde han på straff mot Georgien 27 maj 2008. Kink gjorde 82 landskamper över en tioårsperiod.

## Meriter
Spartak Moskva
- Ryska cupen: 2003

Levadia Tallinn
- Meistriliiga: 2006, 2007, 2008
- Estländska cupen: 2007

Győri
- Nemzeti Bajnokság I: 2013
- Szuperkupa: 2013

Inverness Caledonian Thistle
- Scottish Cup: 2015